# Henrik Asheim
Henrik Asheim, født 21. august 1983 i Bærum, er en norsk politiker fra Høyre og minister for forskning og videregående uddannelse i Regeringen Solberg siden januar 2020. 
Asheim har været medlem af Stortinget fra Akershus siden 2013. Han var vidensminister fra september 2017 til november 2017.